# Obaix
Obaix est une section de la commune belge de Pont-à-Celles, située en Région wallonne dans la province de Hainaut.

## Géographie

### Hydrographie
Obaix est traversé par un petit ruisseau, le Buzet, qui est un affluent du Piéton. Il fait partie du bassin de la Meuse.

## Évolution démographique
- Sources : INS, Rem. : 1831 jusqu'en 1970 = recensements, 1976 = nombre d'habitants au 31 décembre.

## Histoire
Obaix fut l'une des communes où eut lieu un vol pour lequel la bande Noire fut jugée en 1862.

## Patrimoine et culture

### Patrimoine architectural

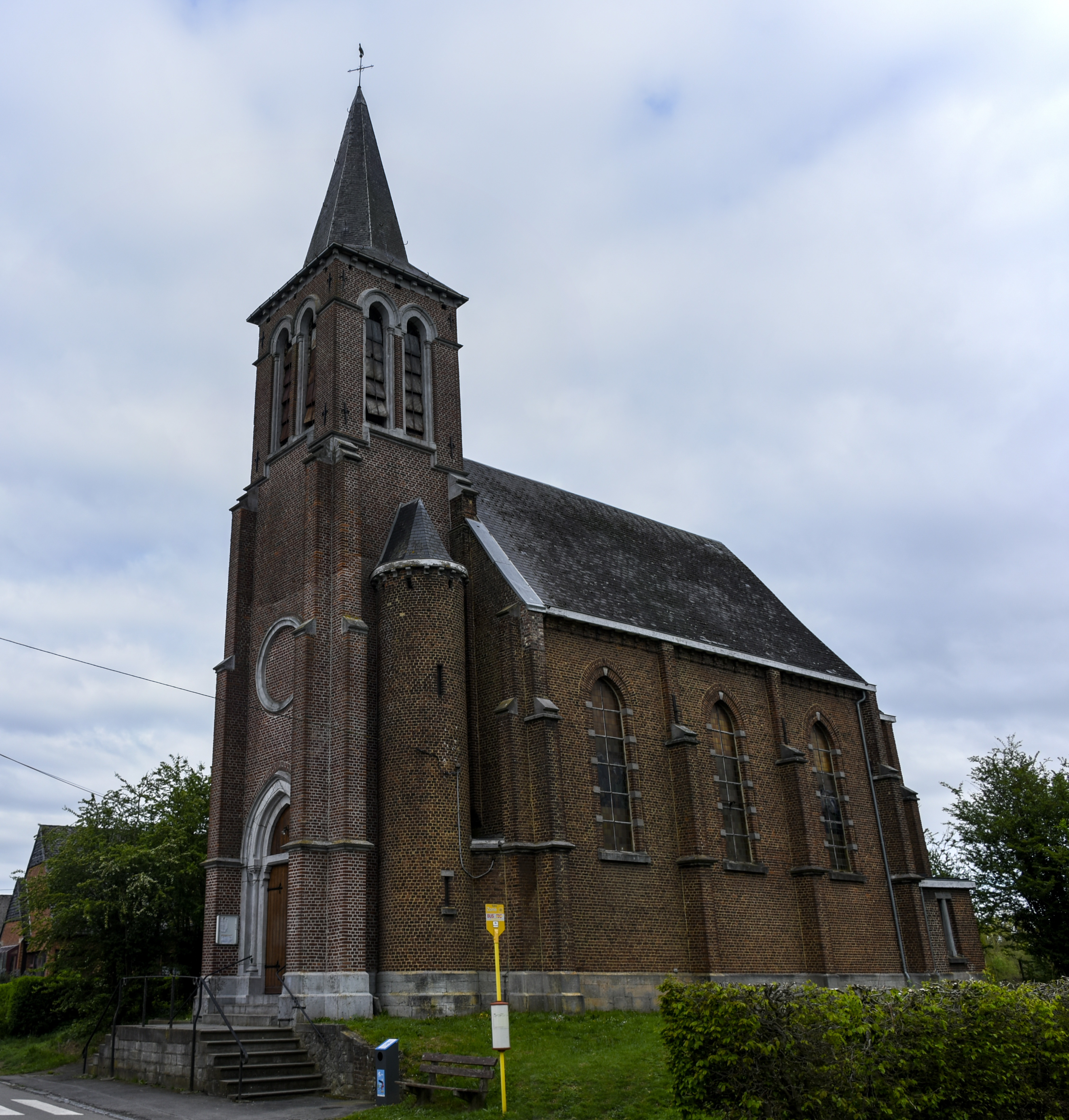
L'église de la Sainte-Vierge de Rosseignies.

- Eglise de la Sainte-Vierge, bâtie en 1845 d'inspiration classique et restaurée au début du XXe siècle, les orgues date environs de 1760 et restaurées en 1844[1].
- Chapelle Notre-Dame des Affligés[2], rue des Deux Chapelles.
- Ferme du Quartier, bâtie au XVIIIe siècle, remaniée aux XIXe et XXe siècles, ayant appartenu à l'abbaye de Floreffe[2]. Située rue du Village.
- Eglise de la Sainte-Vierge (Rosseignies), Construite en 1878 en style néo-gothique[3].
- Ferme du Haut-Plateau (Rosseignies), Ferme clôturée du 2e quart du XIXe siècle[3]. Située rue de Petit-Rœulx.
- Chapelle Notre-Dame de Charité (Rosseignies), Son origine remonte à la 1re moitié du XVIIe siècle dû à un ermite du lieu, Nicolas Lega, ou peut-être une chapelle castrale d'un château aujourd'hui disparu[4]. Elle se situe rue de Scoumont.

## Économie

### Transports en commun
Le village d'Obaix-Buzet est desservi par une ligne de chemin de fer et deux lignes de bus.
- la gare d'Obaix-Buzet n'est desservie qu'en semaine par des trains circulant sur la ligne 124 entre Charleroi et Bruxelles ;
- la ligne de bus 70 relie Obaix-Buzet à Nivelles (et Luttre le matin), du lundi au samedi, en dehors des heures de pointe (remplacé par les trains P) – exploitée par le TEC Brabant Wallon;
- la ligne de bus 64-66 relie pendant la période scolaire, Obaix-Buzet à Rêves (64) ou Luttre (66) le matin, et Obaix-Buzet à Frasnes-lez-Gosselies (66) ou Gosselies et Jumet (64) à la sortie des écoles – exploitée par le TEC Charleroi.

## Référence bibliographique
- Emmanuel Laurent, Emmanuel Laurent – La Bande noire de l’entre-Sambre-et-Meuse Coecke et Goethals étaient-ils innocents ?, Bruxelles, Print Express
- Le patrimoine monumental de la Belgique, vol. 20 : Wallonie, Hainaut, Arrondissement de Charleroi, Liège, Pierre Mardaga, éditeur, 1994, 602 p. (ISBN 2-87009-588-0, lire en ligne)